# کورین نیوگره
کورین نیوگره (فرانسوی: Corinne Niogret‎؛ زادهٔ ۲۰ نوامبر ۱۹۷۲) ورزشکار دوگانه اهل فرانسه است. او ۲ مدال المپیک و ۱۵ مدال در مسابقات جهانی بیاتلون کسب کرده‌است. در سال ۱۹۹۹/۲۰۰۰ او در جام جهانی مقام سوم را کسب کرد. نیوگره در مجموع ۸ پیروزی در مسابقات جام جهانی کسب کرده‌است.